# نوسوموریا
نوسوموریا (به لاتین: Nüsomurya) یک منطقه مسکونی در جمهوری آذربایجان است که در شهرستان لریک واقع شده است. نوسوموریا ۲۲۵ نفر جمعیت دارد.

## ریشه واژه
برخی بر این باورند که نام نوسوموریا برگرفته از دو واژه فارسی نَسا به‌معنی جنوب و مَرَه به‌معنی مرتع یا مرغزار یا چمنزار است و معنای کامل آن چراگاه و چمنزار واقع در جنوبی یا جنوبی است. برخی نیز بر این باورند که نام آن برگرفته از رودخانه‌ای در نزدیکی این روستا است و بر این باورند که از دو واژه تالشی نیسو به‌معنی شمال و موریا به‌معنی رودخانه تشکیل شده و معنی ضلع شمالی رودخانه را می‌دهد.